# 若晃三昌
若晃 三昌（わかひかり みつまさ、1943年11月14日 -没年不明 ）は、高島部屋、熊ヶ谷部屋、再度高島部屋に所属した元力士。本名は戸田 秀男（とだ ひでお）。現在の東京都台東区出身。身長177cm、体重123kg。最高位は東十両11枚目。得意技は右四つ、上手投げ。

## 経歴
豆腐店の二男で、子供の頃から喧嘩っ早く気性の荒い性格であった。台東区立忍ヶ岡中学校から日体荏原高校では野球部に所属し、捕手として活躍したが、高校でも喧嘩っ早さで有名だった。若者頭を務めていた元十両・伊勢錦から高島部屋を紹介されたので、高校を1年で中途退学して入門した。1960年3月場所に初土俵を踏む。同年、元大関・三根山の熊ヶ谷親方が独立して熊ヶ谷部屋を興す時に移籍した。その後、親方の名跡変更によって高島部屋所属となった。入門してからも気性の荒さは変わらず、1961年と1963年の2度にわたって破門を言い渡された程であった。それでも破門されることなく精進していき、1966年1月場所は7戦全勝で幕下優勝を果たし、翌3月場所に十両昇進（この時の四股名は三晃）。新十両の場所は3勝12敗と大敗し幕下に陥落した。幕下陥落後は6場所連続で負け越すなどで番付を下げていき、1967年9月場所は三段目まで陥落した。しかし、この場所を機に復調して巻き返していき、1968年11月場所は7戦全勝で2度目の幕下優勝を飾り、翌1969年1月場所に十両に復帰した。この場所は頚椎を負傷して11日目から途中休場して負け越し、またしても幕下に陥落。そして、同年5月場所に25歳で廃業した。廃業後は千代田区大手町周辺で屋台業を営んだ。

## 主な成績
- 通算成績：204勝194敗4休  勝率.513
- 十両成績：5勝21敗4休  勝率.192
- 現役在位：56場所
- 十両在位：2場所
- 各段優勝
  - 幕下優勝：2回（1966年1月場所、1968年11月場所）

### 場所別成績
| | 一月場所 初場所（東京） | 三月場所 春場所（大阪） | 五月場所 夏場所（東京） | 七月場所 名古屋場所（愛知） | 九月場所 秋場所（東京） | 十一月場所 九州場所（福岡） |
| --- | ----------------------- | ----------------------- | ----------------------- | --------------------------- | ----------------------- | --------------------------- |
| 1960年 （昭和35年） | x                       | （前相撲）              | 西序ノ口14枚目 4–4      | 西序二段116枚目 5–2         | 西序二段71枚目 4–3      | 東序二段27枚目 3–4          |
| 1961年 （昭和36年） | 東序二段41枚目 2–5      | 西序二段69枚目 2–5      | 西序二段84枚目 4–3      | 西序二段37枚目 5–2          | 西三段目105枚目 6–1     | 西三段目42枚目 3–4          |
| 1962年 （昭和37年） | 西三段目61枚目 4–3      | 東三段目45枚目 2–5      | 西三段目58枚目 3–4      | 東三段目64枚目 4–3          | 東三段目53枚目 4–3      | 西三段目42枚目 5–2          |
| 1963年 （昭和38年） | 西三段目12枚目 3–4      | 西三段目23枚目 4–3      | 西三段目13枚目 3–4      | 東三段目21枚目 4–3          | 西三段目6枚目 6–1       | 西幕下67枚目 4–3            |
| 1964年 （昭和39年） | 西幕下59枚目 3–4        | 東幕下60枚目 3–4        | 東幕下69枚目 4–3        | 西幕下63枚目 3–4            | 西幕下73枚目 7–0        | 東幕下17枚目 4–3            |
| 1965年 （昭和40年） | 西幕下15枚目 2–5        | 西幕下27枚目 3–4        | 西幕下34枚目 4–3        | 東幕下30枚目 3–4            | 西幕下35枚目 4–3        | 東幕下30枚目 5–2            |
| 1966年 （昭和41年） | 東幕下21枚目 優勝 7–0   | 東十両18枚目 3–12       | 東幕下10枚目 2–5        | 西幕下19枚目 4–3            | 東幕下15枚目 3–4        | 西幕下18枚目 3–4            |
| 1967年 （昭和42年） | 東幕下23枚目 3–4        | 西幕下25枚目 2–5        | 西幕下47枚目 3–4        | 西幕下51枚目 2–5            | 西三段目10枚目 5–2      | 西幕下49枚目 5–2            |
| 1968年 （昭和43年） | 西幕下32枚目 4–3        | 西幕下23枚目 4–3        | 東幕下20枚目 5–2        | 西幕下11枚目 3–4            | 東幕下18枚目 4–3        | 東幕下14枚目 優勝 7–0       |
| 1969年 （昭和44年） | 東十両11枚目 2–9–4      | 西幕下8枚目 2–5         | 西幕下20枚目 引退 2–5–0 | x                           | x                       | x                           |
| 各欄の数字は、「勝ち-負け-休場」を示す。 優勝 引退 休場 十両 幕下 三賞：敢=敢闘賞、殊=殊勲賞、技=技能賞 その他：★=金星 番付階級：幕内 - 十両 - 幕下 - 三段目 - 序二段 - 序ノ口 幕内序列：横綱 - 大関 - 関脇 - 小結 - 前頭（「#数字」は各位内の序列） |                         |                         |                         |                             |                         |                             |

## 改名歴
- 戸田 秀男（とだ ひでお）1960年3月場所
- 若三根（わかみつね）1960年5月場所 - 1962年5月場所
- 三晃 一人（みつひかり かずと）1962年7月場所 - 1968年3月場所
- 若晃 三昌（わかひかり みつまさ）1968年5月場所 - 1969年5月場所